# دفن توو
دفن توو (انگلیسی: Daphne Touw؛ زادهٔ january ۱۳, ۱۹۷۰ (۵۵ سال)) ورزشکار هاکی روی چمن اهل پادشاهی هلند است.
وی در مسابقات کشوری و بین‌المللی در مجموع برندهٔ ۳ مدال نقره، ۲ مدال برنز شده‌است.